# Seal Island
Seal Island (l'Isola delle Foche) è una piccola isola localizzata nella parte nord di False Bay, in posizione centrale, a circa 5,7 km dalla costa, vicino a Città del Capo, in Sudafrica. È particolarmente rinomata per le interazioni che qui hanno luogo fra il grande squalo bianco e l'otaria orsina del Capo. L'isola prende il nome proprio dalle otarie che qui vengono a riprodursi in gran numero ed ospita anche una piccola colonia di pinguini africani e alcune specie di cormorano.

## Morfologia e insediamento umano
Seal Island è costituita dall'affioramento di un masso di granito dalla superficie di 2 ettari circa e raggiunge il livello di 6 metri sopra la linea della marea. Non sono presenti né vegetazione né spiagge. Durante la Seconda Guerra Mondiale fu costruita un'antenna radio per le comunicazioni che, però, è stata divelta da una tempesta invernale durante gli anni settanta. Sono presenti, attualmente, alcuni pezzi d'acciaio di questa antenna, così come i resti di alcune capanne che avevano ospitato i costruttori dell'antenna stessa.

## Otaria Orsina del Capo
L'isola e le acque limitrofe possono ospitare circa 75.000 otarie. Fino ai primi anni ottanta era in vigore un sistema di quote che permetteva il contenimento della crescita della popolazione. Nel 1983, inoltre, il mercato dei prodotti ricavati dall'uccisione di questi animali è imploso e si è registrata una notevole crescita della popolazione, a seguito della quale anche la presenza di squali bianchi è aumentata. Le otarie che colonizzano Seal Island hanno sviluppato delle strategie di sopravvivenza sempre più complesse per sfuggire alla caccia degli squali bianchi. Fra i comportamenti tipici si osservano: il nuotare più vicini possibile al fondale marino quando si è in prossimità delle coste della piccola isola; nuotare in gruppi di 6-8 individui al fine di massimizzare le probabilità di non essere attaccati; e nuotare saltando spesso fuori dall'acqua per disorientare i predatori.

## Grande Squalo Bianco
È ormai accertato che la zona di Seal Island è l'unica al mondo (insieme all'Australia) nella quale si possono osservare grandi squali bianchi che quando cacciano le otarie spiccano letteralmente il volo, uscendo anche col corpo intero dall'acqua, brandendo fra le mascelle le loro prede. Questo comportamento ha portato alcuni ricercatori che hanno studiato sistematicamente il fenomeno a ribattezzare gli squali bianchi della zona come "Air Jaws" (mascelle volanti).

## L'Anello della Morte e i diversi tipi di attacco
L'Anello della Morte (the Ring of Death) designa una zona compresa fra le coste dell'isola e circa 350 metri dalle stesse nella quale è concentrata la quasi totalità degli attacchi da parte di squali bianchi alle otarie che vivono sull'isola. Si possono distinguere 3 tipi di attacco principali (sebbene esistano diverse tipologie di attacco combinate o miste) : 
1. attacco di superficie ("shallow attack") quando lo squalo attacca parallelamente alla sua preda ed alla superficie dell'acqua;
2. attacco a mezz'acqua ("mid-water attacck"), con un punto d'origine più profondo ed una traiettoria più arcuata rispetto al primo;
3. attacco completamente verticale ("full vertical attack") detto anche "polaris attack", che inizia nell'acqua profonda e che può portare lo squalo in verticale completamente fuori dall'acqua. La velocità che un grande squalo bianco raggiunge in questo tipo di attacco è stata calcolata in circa 35 km/h.